# Veitschalpe
Veitschalpe är ett berg i Österrike.   Det ligger i distriktet Bruck-Mürzzuschlag och förbundslandet Steiermark, i den östra delen av landet, 90 km sydväst om huvudstaden Wien. Toppen på Veitschalpe är 1 777 meter över havet.
Terrängen runt Veitschalpe är huvudsakligen kuperad, men den allra närmaste omgivningen är bergig. Närmaste större samhälle är Krieglach, 15,6 km sydost om Veitschalpe. 
I omgivningarna runt Veitschalpe växer i huvudsak blandskog. Runt Veitschalpe är det ganska glesbefolkat, med 48 invånare per kvadratkilometer.